# Operação Alfabeto

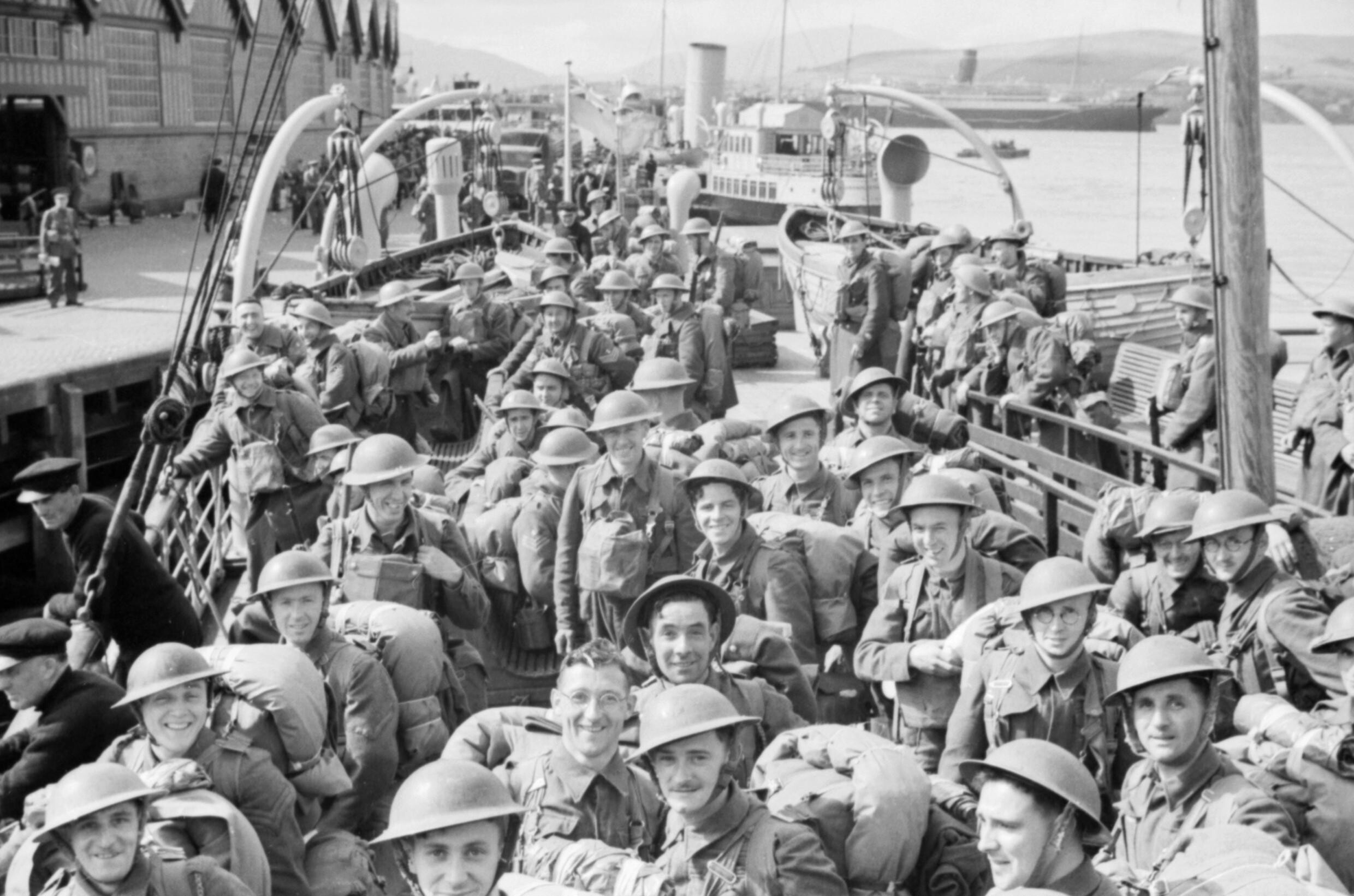
Tropas britânicas retornando da Noruega em Greenock a bordo de um barco de transporte.

A Operação Alfabeto (em ingles: Operation Alphabet) foi uma evacuação, autorizada em 24 de maio de 1940, de tropas aliadas (britânicas, francesas e polonesas) do porto de Narvik, no norte da Noruega, marcando o sucesso da Operação Weserübung (a invasão alemã de 9 de abril) e o fim da campanha aliada na Noruega durante a Segunda Guerra Mundial. A evacuação foi concluída em 8 de junho.
A evacuação foi motivada pelo ataque da Wehrmacht à Bélgica, Holanda, Luxemburgo e França na primavera de 1940, que reduziu a importância relativa do fornecimento de minério de ferro da Alemanha e da Escandinávia. Várias noites após a evacuação militar final, os civis da cidade foram resgatados pelo subtenente britânico Patrick Dalzel-Job. Contraordens, ele organizou barcos de pesca locais para remover a população pouco antes de um bombardeio de represália alemão. Grande parte da cidade foi destruída, mas apenas quatro pessoas morreram. A Marinha Real queria disciplinar Dalzel-Job, mas não conseguiu, depois que o rei Haakon VII lhe concedeu a Cruz de Cavaleiros da Ordem de Santo Olavo (Primeira Classe).
Uma consequência da evacuação das tropas aliadas da Noruega foi que a posição da Suécia e da Finlândia em relação à Alemanha nazista foi enfraquecida. Um acordo foi alcançado em junho levando a extensas transferências de tropas (desarmadas) da Wehrmacht em ferrovias suecas – provavelmente a principal digressão da Suécia de sua política de neutralidade entre as partes da guerra – e em agosto a Finlândia concluiu um acordo secreto segundo o qual a Finlândia poderia adquirir armas através da Alemanha e a Alemanha poderia transferir tropas (armadas) de caminhão através do norte da Finlândia. A Alemanha nazista e a União Soviética, ainda unidas pelo Pacto Molotov-Ribbentrop, haviam excluído outras potências internacionais da influência no norte da Europa.